# John Boyd Dunlop
John Boyd Dunlop (Dreghorn, Skócia, 1840. február 5. – Dublin, 1921. október 23.) skót származású, Írországban élő feltaláló, a légtömlős gumiabroncs feltalálója.

## A feltalálás története
Dunlop egy nap boldogan nézte, ahogy a tízéves Jonny fia belfasti házuk kertjében triciklizik, ám öröme hamar kisebb lett, mert észrevette, hogy a kerekek mély nyomot szántanak a gyepbe. 

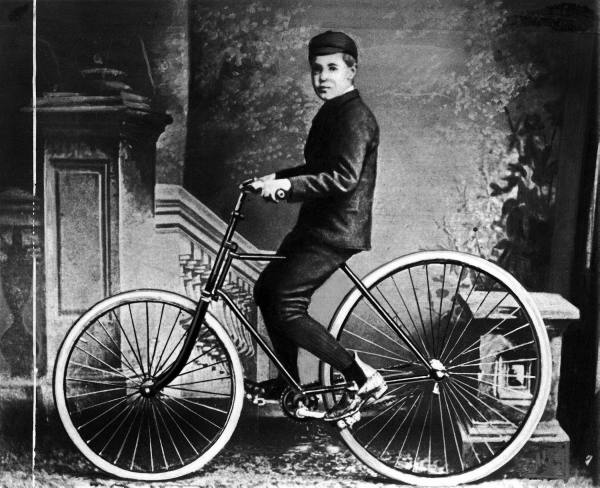
John Boyd Dunlop tízéves Jonny fia

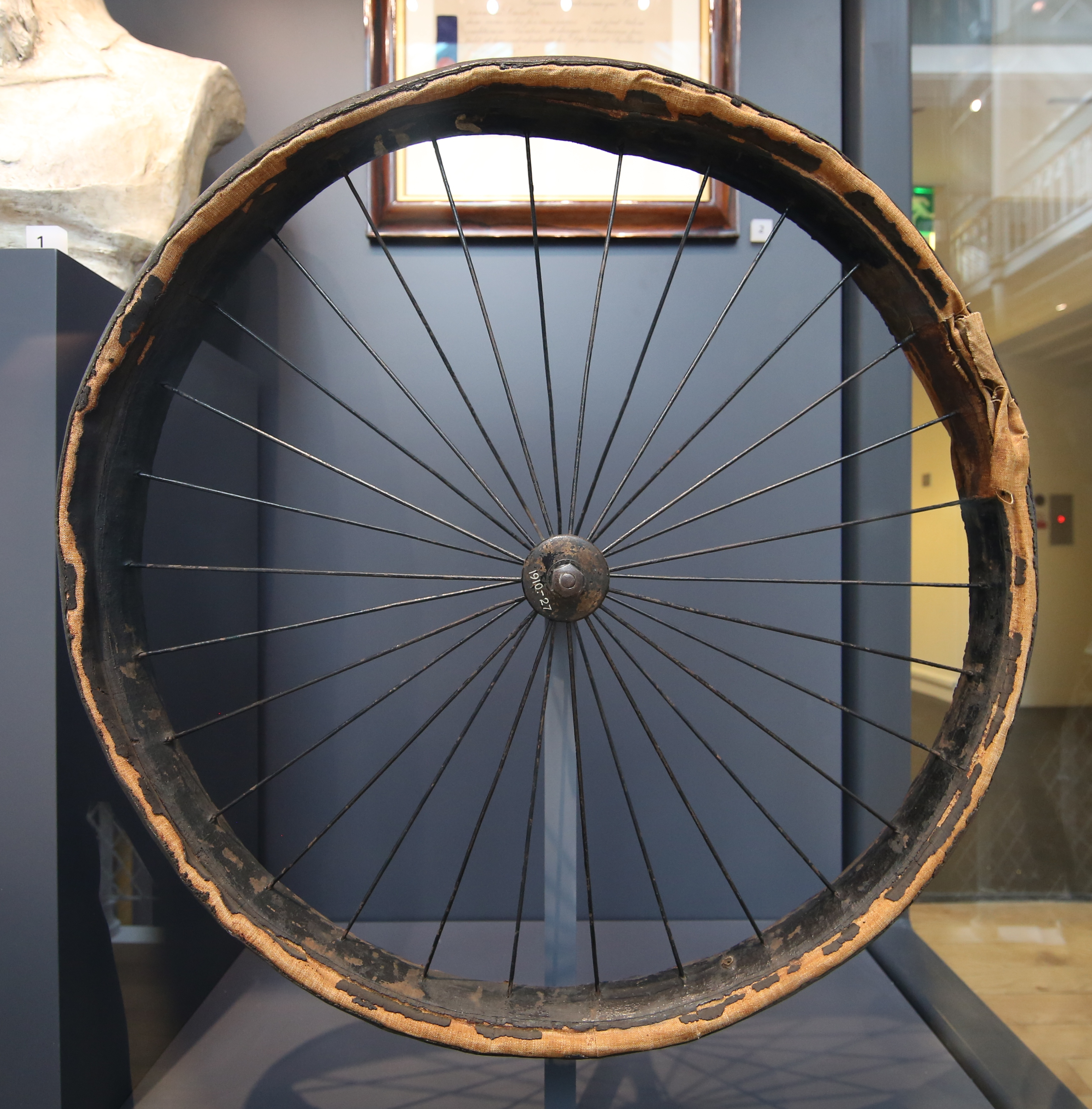
Dunlop első légtömlős gumiabroncsa (National Museum of Scotland)

Elkezdett tűnődni, miképp lehetne megakadályozni, hogy az éles vasabroncsok kifordítsák a fűcsomókat. Amikor tekintete a kerti locsolócsőre tévedt, megszületett fejében az ötlet! A gumislagot a tricikli kerekeire erősíti, mégpedig vízzel töltve. Meg is próbálkozott vele, azonban a víz túlságosan rugalmatlannak bizonyult, ezért háziorvosa ötletéből kiindulva (aki a felfújt kórházi matracokra gondolt) levegővel helyettesítette a vizet. Mivel a locsolócsövet sehogy sem tudta fölerősíteni az abroncsra, ezért szövetborítású gumiszalagot szögelt egy fakorongra, így egy tömlő keletkezett. A levegő utántöltésére cumisüveg tetejéből szelepet is konstruált, amelyen át egy futball labdához használatos pumpával felfújta és fölszerelte a tricikli kerekeire. 1888. február 28-án kerekezett ki először. (Tudni kell, hogy a gumi 1865-től terjedt el a járművek kerekeinél, de tömör változatban, amelyet 1839-ben Charles Goodyear találmánya a vulkanizálás tett lehetővé.)
Először egy sportversenyen tesztelte felfedezését. Az észak-írországi Queens College Sports hagyományos kerékpárversenyén egy középmezőnybeli versenyző, Willam Hume légtömlős kerekű kerékpárjával minden futamot megnyert, amin csak elindult. Történt mindez Belfastban, 1888 júniusában.
Ezután gyorsan benyújtotta és 1888. október 31-én meg is kapta a szabadalmat, amelyet azonban hosszú herce-hurca után 1891 áprilisában érvénytelenítettek, ugyanis a légabroncsot 1845-ben találta fel Robert W. Thomson, skót mérnök. Ez akkor még drága volt, és cseréjük nehézkes, emiatt a találmányt elfeledték.
Dunlop azonban üzletet látva saját találmányában, 1890-ben megnyitotta első abroncs gyárát Dublinban, és három évvel később első gyárát a kontinensen a németországi Hanauban. 1895-ben az első automobil már pneumatikus abroncsokon gurult és a Dunlop abroncsokat már Franciaországban és Kanadában is árulták, valamint már Ausztráliában és az Amerikai Egyesült Államokban is gyártották. Mivel 1896-ban már 4 millió biciklista járta az utakat, az üzlet egyre jobban beindult. 1898-re a cég kinőtte a dublini központot és a gyártást először Coventry-be majd 1902-ben egy négyszáz holdas birminghami – mely később Fort Dunlopként lett világszerte ismert – telepre költözött. 1910-ben a Dunlop megjelent Malajziában, hogy megoldja a cég folyamatos nyersgumi ellátását, egy 50 000 holdas gumi ültetvényt hozott létre. 1913-ban az első japán abroncs gyár Kóbeban megnyitotta kapuit.
John Dunlop 1921. október 23-án Balls Bridge-ben (ma Dublin része) bekövetkezett halálakor virágzó vállalatot hagyott utódaira.

## Dunlop vállalat
Cégét 1896-ban Byrne Brothers India Rubber Company néven jegyeztek be.
A vállalat 1900-ban vette fel a Dunlop Rubber Company Ltd. nevet.
1926-ra a Dunlop vállalaté volt a Brit Birodalom legnagyobb, egy kézben lévő földbirtoka. A most is működő cég, a világ egyik legnagyobb gumiipari monopóliuma jelenleg a BTR PLC holding birtokában van.

## Emlékezete
John Boyd Dunlop portréja volt látható 1988 és 2013 között a Northern Bank papírpénz kibocsátási joggal rendelkező észak-ír pénzintézet 10 font sterlinges címletein. Miután a Northern Bank a dán Danske Bank tulajdonába került, a 10 font sterlingesen továbbra is Dunlop portréja szerepelt. A Danske Bank 2013 és 2017 között papír, 2017 óta polimer 10 fontosokat bocsát ki. 